# Bico-de-veludo
O bico-de-veludo (Schistochlamys ruficapillus) é uma ave passeriforme da tribo dos emberizídeos, é encontrado no Brasil oriental e central, Paraguai e Argentina, onde habita paisagens abertas.
Possui corpo acanelado com dorso e asas cinzentas, máscara negra e baixo-ventre branco.
Também é conhecida pelos seguintes nomes: bicudo-do-tabuleiro, figueira, figueira-bico-de-veludo, saí-veludo, sanhaço-do-campo, sanhaço-pardo, tiê-veludo e zorro.